# Элиза, жизнь моя
«Элиза, жизнь моя» (исп. Elisa, vida mía) — испанский фильм кинорежиссёра Карлоса Сауры 1977 года. Участник основной конкурсной программы 30-го Каннского кинофестиваля.

## Сюжет
Фильм начинается с монолога, написанного от лица Элисы (Элизы) Сантамарии, главной героини, который зачитывает мужской голос, принадлежащий её отцу, Луису. Этот монолог — отрывок из романа, который пишет Луис.
Переживающая кризис брака Элиса вместе с сестрой Исабель, её мужем Хулианом и их детьми посещает своего пожилого отца. Он живёт в уединении в сельской местности, преподаёт в местной церковной школе и занимается литературным творчеством. Элиса не общалась с отцом много лет и приехала из столицы, получив известие о его болезни. Исабель со своей семьёй уезжает в тот же вечер, а Элиса принимает решение остаться на несколько дней у Луиса. Она сближается с отцом и, общаясь с ним, размышляет о своём детстве. Флешбеки показывают различные эпизоды, связанные с воспоминаниями Элисы и её отца, с фантазиями Элисы и произведением, которое пишет Луис. Настоящее и прошлое, правда и вымысел постепенно сливаются. Элиса рассказывает Луису о том, что её муж Антонио изменял ей с Софией, её же лучшей подругой. Когда Антонио неожиданно появляется в доме, Элиса объявляет ему о желании прекратить отношения и развестись. Тем временем отцу становится всё хуже, но он отказывается ложиться в больницу. Элиса подменяет его на занятиях в школе, где дети ставят спектакль по Кальдерону.
Вскоре Луис умирает. Элиса остаётся в его доме и продолжает работу над романом своего отца. В конце мы слышим, что она вставляет в текст тот же монолог, который читал в начале фильма голос Луиса.

## В ролях
- Джеральдина Чаплин — Элиса Сантамария / мать Элисы
- Фернандо Рей — Луис
- Ана Торрент — Элиса в детстве
- Норман Бриски — Антонио

## Награды
- 1977 — приз за лучшую мужскую роль на Каннском кинофестивале Фернандо Рею.